# Gaio Giunio Bubulco Bruto (console 291 a.C.)
Gaio Giunio Bubulco Bruto (in latino Gaius Iunius Bubulcus Brutus; fl. III secolo a.C.) è stato un politico e generale romano.

## Biografia
Durante il suo secondo consolato entrambi i consoli vennero inviati nel Sannio, ma nelle montagne il loro attacco venne respinto dai Sanniti. La sconfitta portò ad un contrasto tra i due consoli: secondo Giovanni Zonara , a Rufino fu dato il comando delle operazioni in Bruzio ed in Lucania, mentre Bubulco rimase nel Sannio. Nella realtà le assegnazioni furono probabilmente invertite, dato che nei Fasti capitolini è riportato il trionfo di Bubulco sui bruzi e sui lucani.